# Protorthodes mulina
Protorthodes mulina là một loài bướm đêm trong họ Noctuidae.